# فراش الحجر (روايات)
Stone Mattress هي مجموعة روائيّة قصيرة صدرت عام 2014 للمؤلّفة الكنديّة مارغريت أتوود.  تصف أتوود القطع الموجودة في المجموعة بأنّها "حكايات" وليست قصصًا قصيرة، لأنّها تستمدّ من الجوانب الأسطوريّة والخياليّة المرتبطة بالخرافات والحكايات الخيالية، وليس من الواقعيّة الأدبية التّقليدية.

## محتويات
الحكايات التّسع في المجموعة هي: 
- ألفينلاند - تدور أحداث الفيلم في تورونتو، وكان أول حب لكونستانس هو الشاعر جافين. ابتكر كونستانس عالم السيف والشعوذة المسمى ألفينلاند والذي تطور على مدى سنوات عديدة بنجاح كبير. خانها جافين ونام مع جوري لذا وضعه كونستانس في برميل من خشب البلوط في ألفينلاند. ثم تزوجت كونستانس من إيوان الذي توفي بعد ذلك بسبب السرطان. تسمع صوت زوجها المتوفى إيوان في رأسها ويتجادلان وتخشى أن يكون إيوان قد اختفى في ألفينلاند.
- Revenant - طلبت رينولدز، زوجة جافين الثالثة، من طالبة الدراسات العليا نافينا أن تدرس شعره. لكن بدلاً من ذلك، تركز بحث نافينا حول ألفينلاند بدلاً من شعر جافين، ويفقد جافين صبره مع نافينا التي تغادر. في ذلك المساء سقط جافين وجرح رأسه. يحاول رينولدز مساعدته. أثناء وفاته رأى رؤية لكونستانس في ألفينلاند ترحب به وهي شابة مرة أخرى.
- سيدة الظلام - يعيش التوأم مارجوري ومارتن (جوري وتين) معًا وتقرأ جوري نعي جافين. تتذكر جوري علاقتها القصيرة مع جافين والتي اكتشفها كونستانس. يحضر التوأم جنازة جافين في مدرسة إينوك تورنر في تورنتو حيث التقيا نافينا ورينولدز وكونستانس. جوري وكونستانس يسامحان بعضهما البعض على الماضي.
- Lusus Naturae - تعني الكلمة اللاتينية "مهووس بالطبيعة" وتشير إلى امرأة تعاني من خلل وراثي ويُعتقد خطأً أنها مصاصة دماء. تقبل عائلتها مرضها كشكل من أشكال العقاب وتنظم وفاتها لتمكين أختها من الزواج. تقوم الأسرة برشوة الكاهن لترتيب جنازتها وتتظاهر بأن المرأة ماتت. تظل المرأة منخفضة محليًا لبضع سنوات حتى يتم اكتشافها وقتلها.
- العريس المجفف بالتجميد - انتهى زواج سام في ذلك الصباح وطرده جوينيث. سام هو "تاجر تحف" (مُحسِّن أثاث) ويتوجه في ذلك الصباح إلى مزاد وحدة تخزين في ميسيسوجا . يفوز بالوحدة ويجد أنها تحتوي على حفل زفاف ويكتشف أن العريس قد قُتل. وصلت العروس بعد ذلك، ففقد الشيك في البريد لذا لم تتمكن من الاحتفاظ بالوحدة وتأخرت بسبب العاصفة الثلجية. تكشف العروس أن العريس مات في لعبة جنسية وكذبت على ضيوفها بأنها هجرتها. طلبت من سام رفع السعر لكن سام أخبرها أنهما يتشاركان غرفة الفندق في تلك الليلة مع اقتراب العاصفة.
- أحلم بزينيا ذات الأسنان الحمراء الساطعة - يعيش تشاريس في باركديل، تورونتو، وكان على علاقة مع بيلي منذ عدة سنوات. سرقت صديقتها زينيا صديقها بيلي، لكن زينيا ماتت منذ زمن طويل. حصل تشاريس مؤخرًا على كلب يُدعى أويدا، وأعاد بيلي وتشاريس إحياء حبهما من جديد. Ouida هو تناسخ لـ Zenia ويعض الأعضاء التناسلية لبيلي ويتم نقله إلى المستشفى.
- اليد الميتة تحبك - في أوائل الستينيات، كان جاك دايس يحاول كتابة رواية كان يكافح من أجل إكمالها، ووافق زملاؤه الطلاب الثلاثة في الشقة على تقسيم القصة إلى أربع طرق. كانت الشخصيات الموجودة فيه عبارة عن صور مقنعة بشكل رقيق لزملائه في الشقة. لمفاجأة جاك، نجحت الرواية، كما هو الحال مع الفيلم اللاحق وإعادة الإنتاج، وبدا له العقد نفسه غير عادل. يتحقق جاك من مكان وجود الأبطال ويقرر التفكير في تصفيتهم.
- مرتبة حجرية ( نيويوركر ، ديسمبر 2011) - كان لدى فيرنا عدة أزواج، مات كل منهم "لأسباب طبيعية". تذهب فيرنا بعد ذلك في رحلة بحرية إلى القطب الشمالي وتنظر في الرجال غير المتزوجين من بين الركاب بما في ذلك العديد من بوب. لكنها بعد ذلك ترى بوب جورهام الذي اغتصبها منذ ما يزيد على خمسين عامًا عندما كانت في الرابعة عشرة من عمرها. انتقلت إلى منزل للأمهات غير المتزوجات وتم أخذ الطفل بعيدًا. لكن بوب لم يتعرف عليها وتخطط لقتله عن طريق ستروماتوليت يبلغ عمره 1.9 مليار دولار.
- Torching the Dusties - ويلما أرملة مسنة تعاني من متلازمة تشارلز بونيه وترى أشخاصًا خياليين. تعيش في دار للمسنين تسمى أمبروسيا مانور مع صديقتها توبياس. لكن المتظاهرين تجمعوا واعتصموا بالقرب من المدخل وهددوا بإحراقه.

"أحلم بزينيا ذات الأسنان الحمراء الزّاهية" هي قصّة تتمّة لرواية أتوود لعام 1993 العروس السارقة. 

## استقبال
كتب سام بيكر في صحيفة الإندبندنت: "القصّاص، والنّساء القويات، والأحداث الدنيويّة- كلّ سمات أتوود المميّزة موجودة هنا. والجديد هو تعامل أتوود الشّرس والشّجاع مع الشّيخوخة. لكن النّجوم هم القصص الثّلاثية الّتي تفتتح هذه المجموعة. "ألفينلاند"، تدور أحداث "Revenant" و"Dark Lady" حول مثلّث الحب البعيد من وجهة نظر الشّيخوخة. كونستانس، الآن كاتبة خيالات ألفينلاند الناجحة للغاية، تنتقم من خلال كتاباتها. خفية؟ ربما لا. لكنهم كذلك، بدون استثناء، حادة للغاية، مع عين أتوود الثاقبة لسخافة الحياة الحديثة: التلفزيون عالي الدقة وألعاب الفيديو ومصاصي الدماء الشبيهين بمسلسل Twilight - كلهم يأتون للصق.

## فيلم التكيف
18 مايو 2022، أعلن عن فيلم مقتبس عن Stone Mattress مع جوليان مور وساندرا أوه لتلعب دور فيرنا وجريس على التّوالي. ستقوم لين رامزي بإخراج السّيناريو الّذي كتبته مع توم تاونيند. سيقوم كل StudioCanal و Film4 Productions وجون ليشر وجوان سيلار بإنتاج المشروع، مع توزيع استوديوهات أمازون في الولايات المتّحدة. ومن المقرّر أن يبدأ التّصوير في شهر سبتمبر 2022 في جرينلاند وأيسلندا.